# Amphiesma sauteri
Amphiesma sauteri е вид змия от семейство Смокообразни (Colubridae). Видът не е застрашен от изчезване.

## Разпространение
Разпространен е във Виетнам, Китай (Анхуей, Гуандун, Гуанси, Гуейджоу, Дзянси, Съчуан, Фудзиен, Хайнан, Хубей, Хунан, Чунцин и Юннан), Провинции в КНР, Тайван и Хонконг.